# Mesosa laterialba
Mesosa laterialba es una especie de escarabajo longicornio del género Mesosa, categorizada en la tribu Mesosini, de la subfamilia Lamiinae. Fue descrita por Breuning en 1936.

## Descripción
Mide 16-19 mm de longitud.

## Distribución
Se distribuye por Sumatra.